# Eisenbahn-Kurier

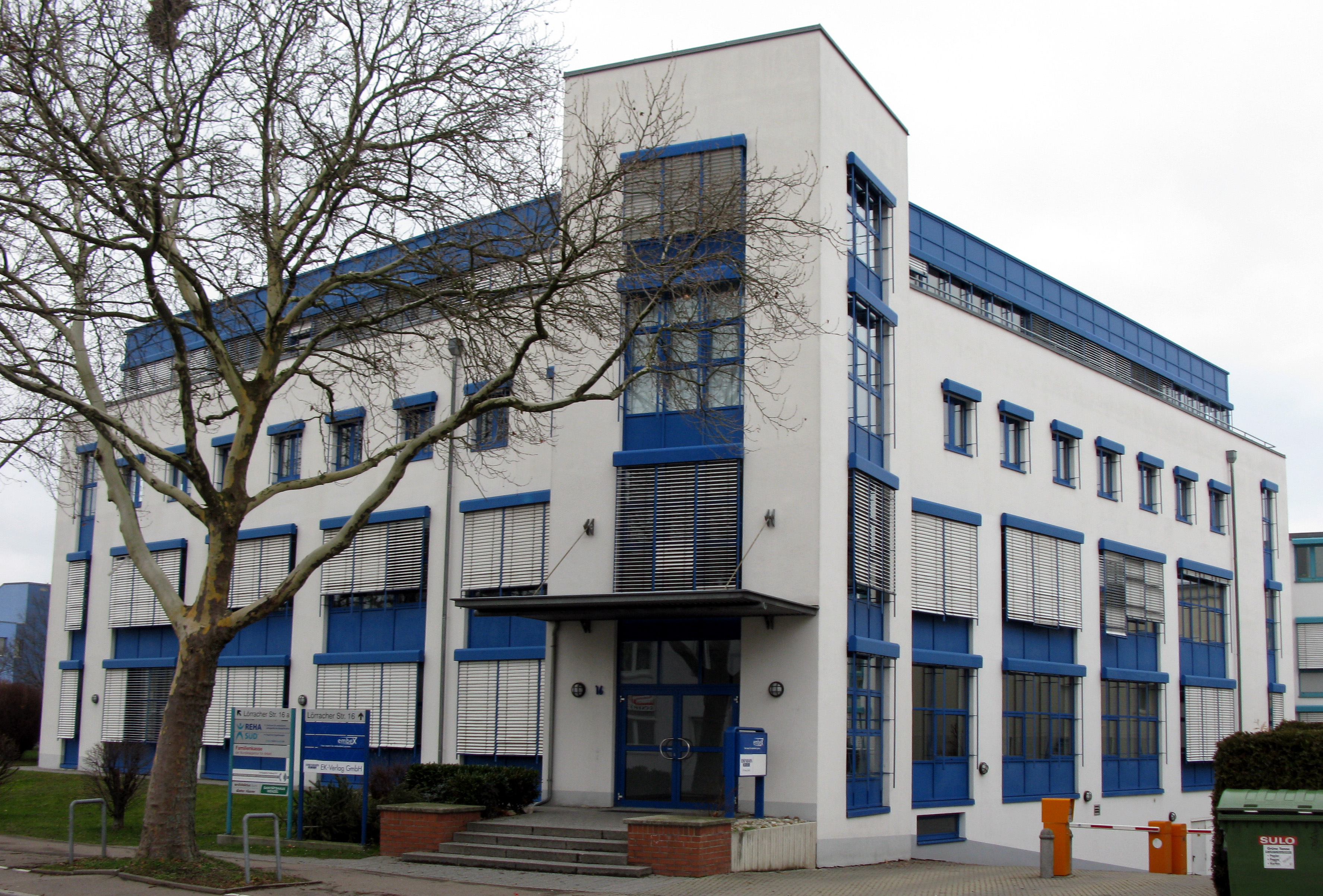
Ehemaliger Verlags- und Redaktionsstandort in Freiburg

Der Eisenbahn-Kurier (EK) ist eine monatlich in Freiburg im Breisgau erscheinende Zeitschrift, die sowohl Eisenbahn- als auch Modelleisenbahn-Themen behandelt. Zielgruppe sind Hobbyeisenbahner und Modellbahnfans ebenso wie Entscheidungsträger und Mitarbeiter von Bahnbetrieben und der Bahnindustrie. Da das Magazin sich nicht der Überprüfung der Auflage durch die IVW unterzieht, existieren keine verlässlichen Verkaufszahlen. In den aktuellen Mediendaten (Stand: Juni 2025) für Anzeigenkunden nennt man eine Druckauflage von 30.000 bis 33.000 Exemplaren. Abhängig von der Zahl der Abonnenten wird davon erfahrungsgemäß ein Drittel bis die Hälfte tatsächlich verkauft. Bis zum Jahr 2022 nannte man eine Druckauflage von bis zu 38.000 Stück. Das Magazin erscheint im hauseigenen EK-Verlag, der wieder im Freiburger Handelsregister eingetragen ist, nachdem er ab 1997 für einige Jahre in Hamburg registriert war. Seit August 2022 ist der EK-Verlag Teil der Stuttgarter VMM Verlag + Medien Management Gruppe GmbH.

## Geschichte
Die Zeitschrift Eisenbahn-Kurier wurde im Jahre 1966 in Wuppertal von einer kleinen Gruppe von Eisenbahnfans um Rudolf Josef Wesemann gegründet, der unter anderem auch der Lokomotivfotograf Carl Bellingrodt angehörte. Wesemann, der heute das Schweizer Bahnunternehmen Centralbahn AG betreibt, übernahm dann auch die Geschäftsführung. Erklärtes Ziel war es, ein Mitteilungsblatt zu entwickeln, in dem sämtliche Einsätze der damals noch aktiven Bundesbahn-Dampflokomotiven aufgeführt wurden. Zwar gab es zur damaligen Zeit bereits einige Hobbyblätter zum Thema Eisenbahn, doch gerade aktuelle Berichte über das Bahngeschehen fehlten oft oder waren nur sehr dürftig ausgeführt. Der EK legt noch heute einen seiner Schwerpunkte auf aktuelle Ereignisse im Eisenbahnbetrieb. Bellingrodt vererbte später große Teile seines Lichtbild-Archivs an den EK, die noch heute regelmäßig veröffentlicht werden.
Ab 1981 wurde auch das Thema Modellbahn mit in das Heft aufgenommen. Für Sonderthemen stehen drei Ableger des EK zur Verfügung. Das sind Eisenbahn-Kurier Special, Eisenbahn-Kurier Themen und Eisenbahn-Kurier Aspekte.
Für Modellbahner stehen mit den Heften Modellbahn-Kurier und Modellbahn-Kurier Special ebenfalls eigene Titel für Sonderthemen zur Verfügung.
Weitere Schwerpunkte des EK-Verlages sind Bücher und Videos zum Thema Eisenbahn.